# Жаксымайский сельский округ
Жаксымайский  сельский округ (каз. Жақсымай ауылдық округі) — административно-территориальное образование в Темирском районе Актюбинской области.

## Населённые пункты
В состав Жаксымайского сельского округа входит 2 села: Промысел Шубаркудук (1813 жителей), станция Жаксымай (171 житель)..
В 2019 году из состава Шубаркудукского сельского округа исключена территория общей площадью 83,2 км², в том числе село Промысел Шубаркудук и станция Жаксымай с целью образования Жаксымайского сельского округа с административным центром в селе промысел Шубаркудук.
В 2019 году из состава Аксайского сельского округа исключена территория общей площадью 410,24 км² с целью образования Жаксымайского сельского округа с административным центром в селе промысел Шубаркудук.

## Население

### Динамика численности
| Численность населения | Численность населения |
| 1999                  | 2009                  |
| --------------------- | --------------------- |
| 1893                  | ↗1984                 |

Снижение численности населения за межпереписной период обусловлена оттоком населения в более крупные населённые пункты.

### Численность населения[3][1]
| № | Населённый пункт    | Перепись населения 1999 | Перепись населения 2009 |
| - | ------------------- | ----------------------- | ----------------------- |
| 1 | Промысел Шубаркудук | 1703                    | 1813                    |
| 2 | ст. Жаксымай        | 190                     | 171                     |
|   | Всего               | 1893                    | 1984                    |